# GIDS Shahpar-2
El Shahpar ll es un vehículo aéreo de combate no tripulado (UCAV) construido por Global Industrial Defence Solutions de Pakistán. Actualmente se encuentra en producción tras la finalización de una fase de prueba y calificación.
Según un ingeniero de AERO (Advanced Engineering Research Organization), una de las siete empresas que forman el consorcio GIDS, las únicas piezas del sistema aeronáutico Shahpar que no se fabrican en Pakistán son el motor y los neumáticos. El conjunto de sensores, una torreta multisensor denominada " Zumr-II (EO/IR)", está construido en una instalación de AERO cerca de Islamabad. El diseño presenta un motor de empuje con planos delanteros canard delante de las alas.
El Shahpar II está diseñado para despegar y aterrizar de forma autónoma en una pista o aterrizar con un paracaídas. Las cargas útiles están disponibles para reconocimiento y vigilancia día/noche. Los objetivos en tierra pueden ser georreferenciados y geolocalizados mediante la aviónica. El hardware de estándar militar está construido según el estándar ambiental 810F. El equipo terrestre es capaz de planificar y simular misiones; gestión y control de la misión, así como información del personal de tierra.
 Se ha lanzado una versión mejorada del Shappar-2 bloque II que cuenta con un techo de altitud más alto y un tiempo de vuelo más largo.